# Michaelskirche (Maar)

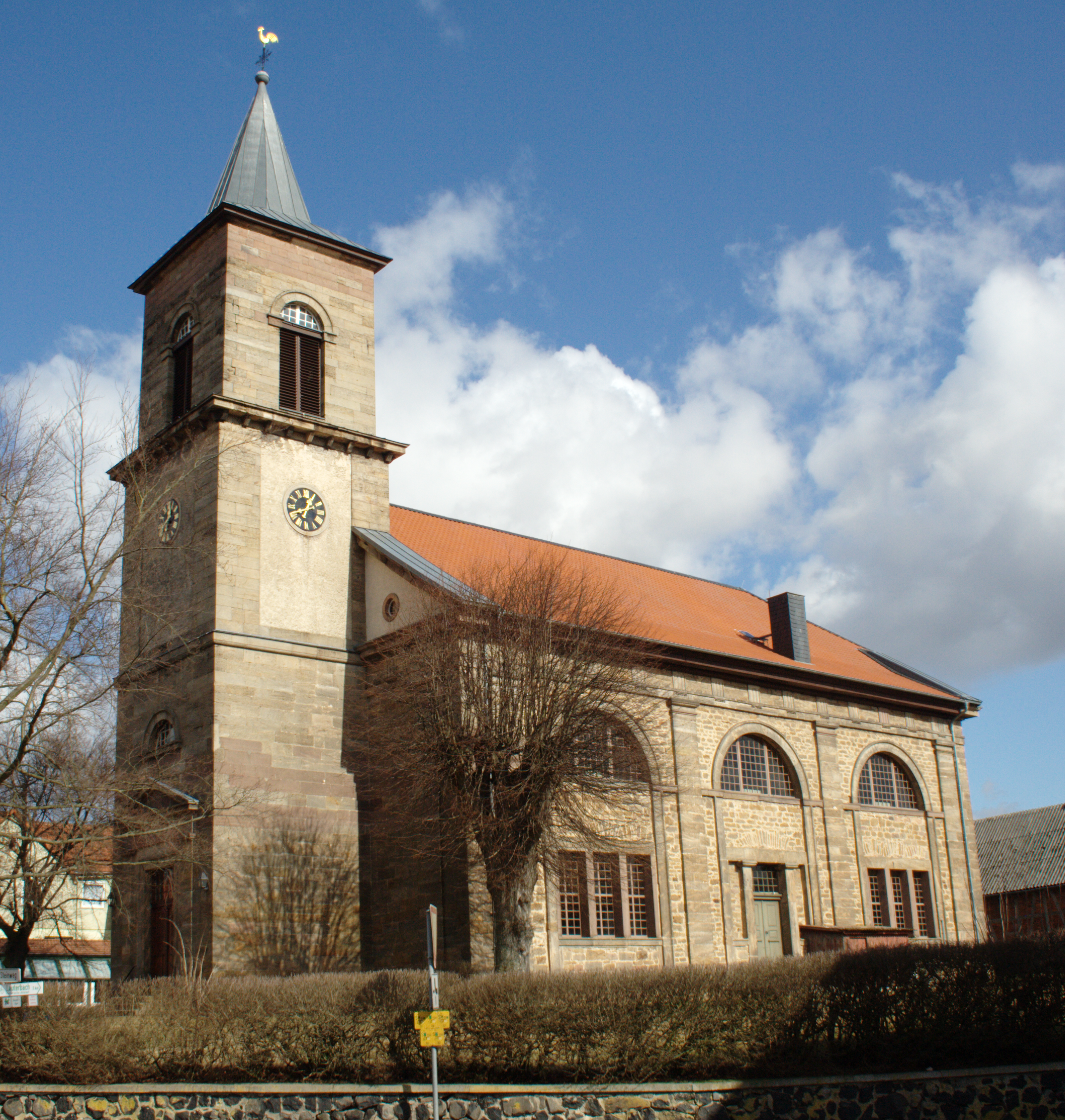
Michaelskirche in Maar

Die evangelische Michaelskirche ist ein denkmalgeschütztes Kirchengebäude in Maar, einem Stadtteil von Lauterbach im Vogelsbergkreis in Hessen. Die Kirchengemeinde gehört zum Dekanat Vogelsberg in der Propstei Oberhessen der Evangelischen Kirche in Hessen und Nassau.

## Geschichte
Die Michaelskirche wurde zwar erst 1266 zum ersten Mal urkundlich erwähnt, sie ist aber schon früher erbaut worden. 1585 wurde die Kirche vergrößert aber nach knapp 200 Jahren war sie baufällig. 1741 wurde der Turm erneuert. Schon nach vierzig Jahren zeigten sich bedenkliche Risse, sodass 1782 ein Abbruch notwendig war. Die Grundsteinlegung für die jetzige Kirche war am 31. Mai 1818. Der Rohbau der klassizistischen Saalkirche über längsrechteckigem Grundriss aus Quadermauerwerk, wurde nach einem Entwurf von Georg Heinrich Fink möglicherweise aber auch von Georg Caspar Fink erstellt. Der Innenausbau konnte aus Geldmangel erst später fertiggestellt werden. Erst am 14. Oktober 1827 wurde sie eingeweiht.

## Beschreibung
Die Längsseiten des Kirchenschiffs sind durch Kolossalpilaster unter einem umlaufenden Triglyphenfries gegliedert. Zwischen den Pilastern befinden sich oben Thermenfenster, unten dreiteilige rechteckige Fenster. In der mittleren Achse ist an Stelle des Rechteckfensters ein Portal. Beim im Westen vorgebauten, dreigeschossigen Kirchturm ist das Portal durch eine Ädikula gerahmt. Die beiden oberen Geschosse werden durch ein Gesims getrennt. Das oberste Geschoss hat hohe rundbogige Klangarkaden und schließt mit einem hohen spitzen Helm ab. Die Fenster an der Rückseite, über die das Satteldach des Kirchenschiffs abgewalmt ist, sind seit 1946 zugesetzt. Bestimmend für die Innenausstattung sind die auf Säulen ruhenden dreiseitigen Emporen und im Osten die an der Wand hinter dem Altar stehende Kanzel. In der Mitte springt der Kanzelkorb vor, über dem Schalldeckel befindet sich das Auge der Vorsehung. Die auf der Westempore platzierte Orgel mit 22 Registern, 2 Manualen und einem Pedal wurde 1858 von der Johann Georg Förster hergestellt.